# Filipp II

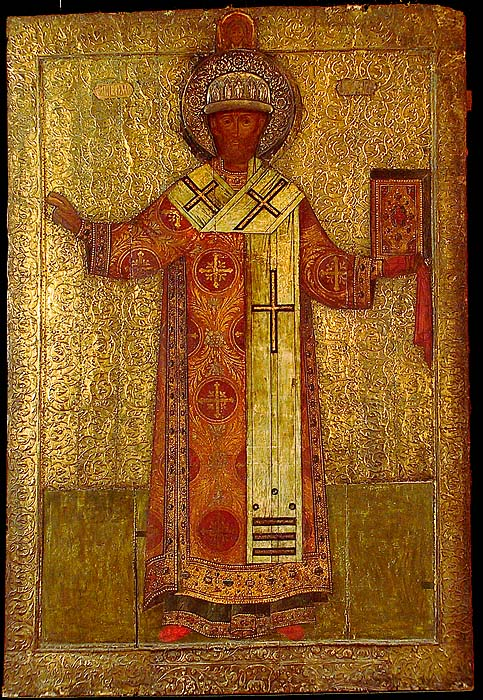
Metropoliten Filipp på en ikon från 1600-talet.

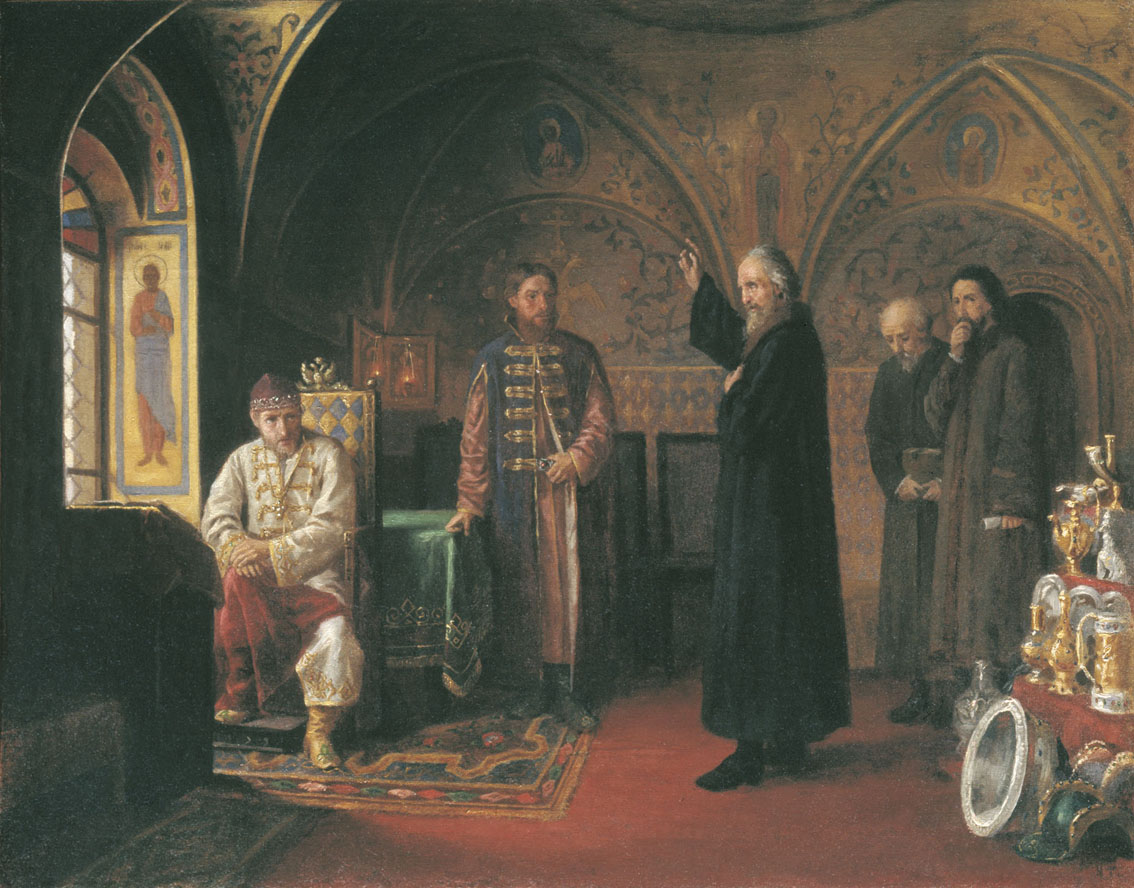
Metropoliten Filipp och Ivan den förskräcklige. Målning av J. Turlygin.

Sankt Filipp II av Moskva (ryska: Фили́пп II), född 11 februari 1507, död 23 december 1569 i Otrotjklostret i Tver, var metropolit av Moskva och hela Ryssland 1566–1569. Han räknas som helgon inom rysk-ortodoxa kyrkan. Hans minnesdag var till 1660 23 december men är nu 9 januari, .
Filipp II föddes som Fjodor Stepanovitj Kolytjev (Фёдор Степанович Колычев) 1507. Hans familj tillhörde en av Moskvas urgamla bojarsläkter. Hans karriär började vid storfurstens hov. Men 1537 tog somliga av hans släktingar del i en sammansvärjning mot regentinnan Elena Glinskaja. Konspirationen avslöjades, vissa blev avrättade, de andra sattes i fängelse. Samma år lämnade Fjodor Moskva och blev novis i Solovetskijklostret. Sedermera vigdes han till munk under namnet Filipp.
1548 blev Filipp klostrets igumen (abbot). Tack vare hans energi blev Solovetskijklostret det rikaste industri- och kulturcentret i Vita havets område. Tsaren Ivan IV (känd sedermera som den förskräcklige) bad honom 1566 vigas till metropolit. Filipp ställde som villkor att tsaren först skulle upphäva opritjnina. Detta krav väckte stor irritation hos tsaren men sedan ”lade han vreden ifrån sig” och Filipp fick sin vilja fram.
Filipp tillträdde den 25 juli 1566 som metropolit av Moskva och hela Ryssland. Det första året gick ganska lugnt. Men då man snappade upp den polske kungens brev till vissa bojarer, sattes avrättningarna igång igen. Denna händelse drabbade inte bara bojarer anklagade för förräderi utan också hela Moskva som terroriserades av opritjniker. Filipp var tvungen att ingripa. Han vände sig till tsaren med ansökan om att stoppa blodsutgjutelsen och benåda de skyldiga. Eftersom hans uppmaningar ingen verkan hade, beslöt metropoliten vända sig till Ivan offentligt. Det hände i mars 1568 i Uspenskijkatedralen. Filipp erinrade honom om ansvarighet inför Gud för blodsutgjutelse och olagligheter. Tsaren blev utom sig och krävde att metropoliten inte motsatte sig hans vilja. Konflikten blev så småningom allt djupare. 

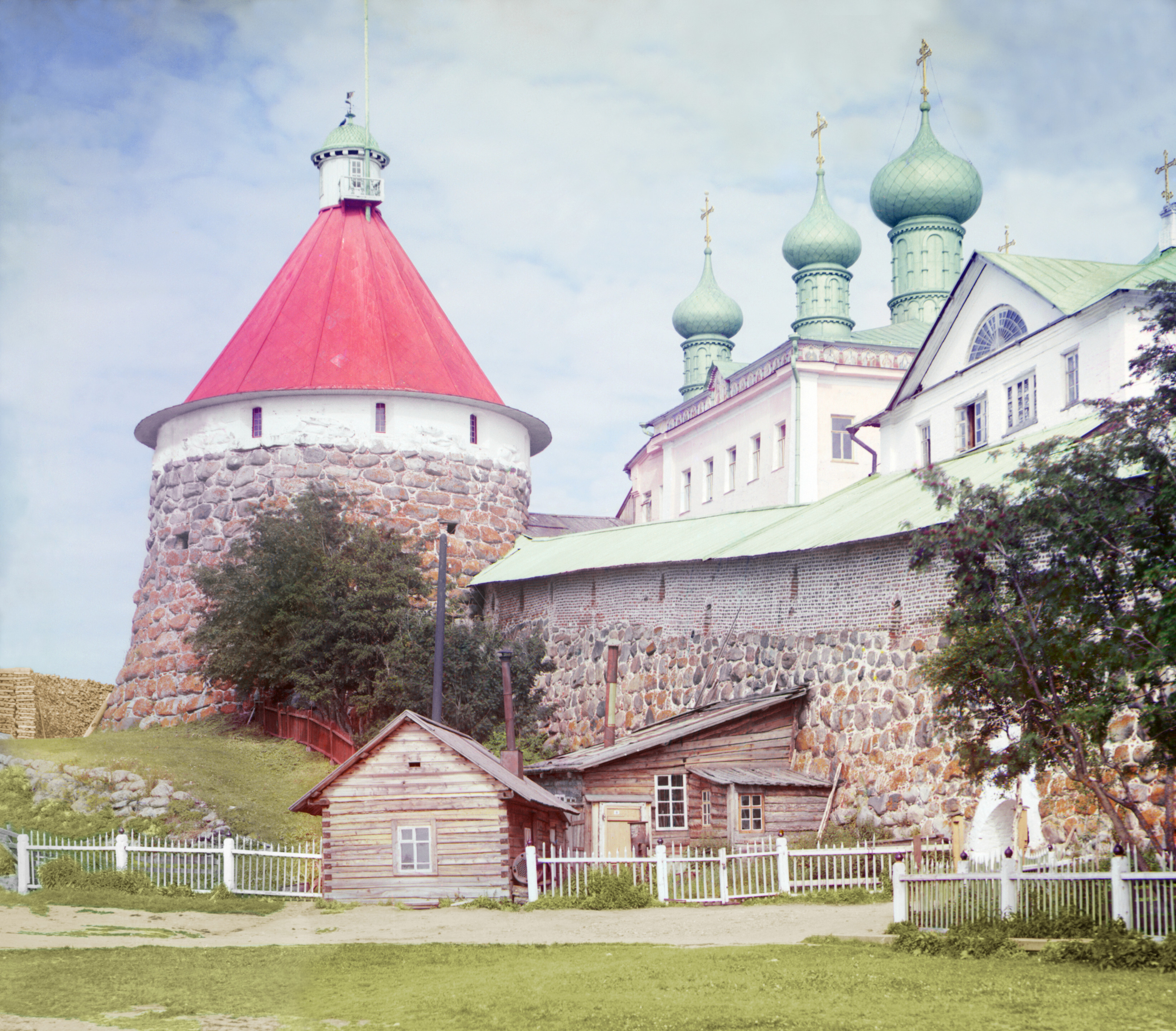
Solovetskijklostret. Foto 1915 av Sergej Prokudin-Gorskij.

På hösten 1568 beslöt tsaren att avsätta Filipp. En utredningskommission skickades till Solovetskijklostret för att samla anklagelser mot honom. Den var sammansatt av Filipps personliga fiender, nämligen biskopen i Suzdal Pafnutij, bojaren furst Vasilij Tjomkin, arkimandriten av Andronikovklostret Feodosij och diaken Dmitrij Pivov. Med lock och pock fick de några munkar att förtala sin före detta igumen. I början av november samlades ett kyrkomöte för att ställa metropoliten inför rätta. Filipp försökte inte avvärja anklagelserna och ville avsäga sig sin post självmant men tsaren krävde att han förblev på den till domstolens beslut. 
Den 8 november 1568 under gudstjänsten i Uspenskijkatedralen förklarade tsarens favorit Fjodor Basmanov Filipp avsatt. Man tog av honom liturgiska kläder, klädde honom i en enkel munkdräkt och förde på en bondsläde till Bogojavlenskijklostret. Senare överfördes han därifrån till Staronikolskijklostret. Det gick rykten om att tsaren ämnade bli av med honom genom att bränna på bål som en trollkarl eller att hetsa björnar på honom. Det ryktades också om mirakel som Filipp utförde.
Ivan IV gjorde sig av med Filipps släktingar: tio personer från ätten Kolytjev avrättades. Till slut blev Filipp instängd i Otrotjklostret i Tver. Den 23 december 1569 ströps han av Ivans favorit Maljuta Skuratov. 
År 1652 lät tsar Aleksej Michajlovitj flytta Filipps reliker till Moskva. Den 19 juli samma år begravdes de i Uspenskijkatedralen.